# Årets navn
Årets navn är en norsk, årlig utmärkelse som delas ut av tidningen Verdens Gang sedan 1974.
Priset tilldelas den av tio nominerade som får flest röster av tidningens läsare. Vinnaren får bronsstatyetten «Blomstergutten» och pengar (50 000 norska kronor 2010) som enligt traditionen skänks till välgörande ändamål.

## Pristagare

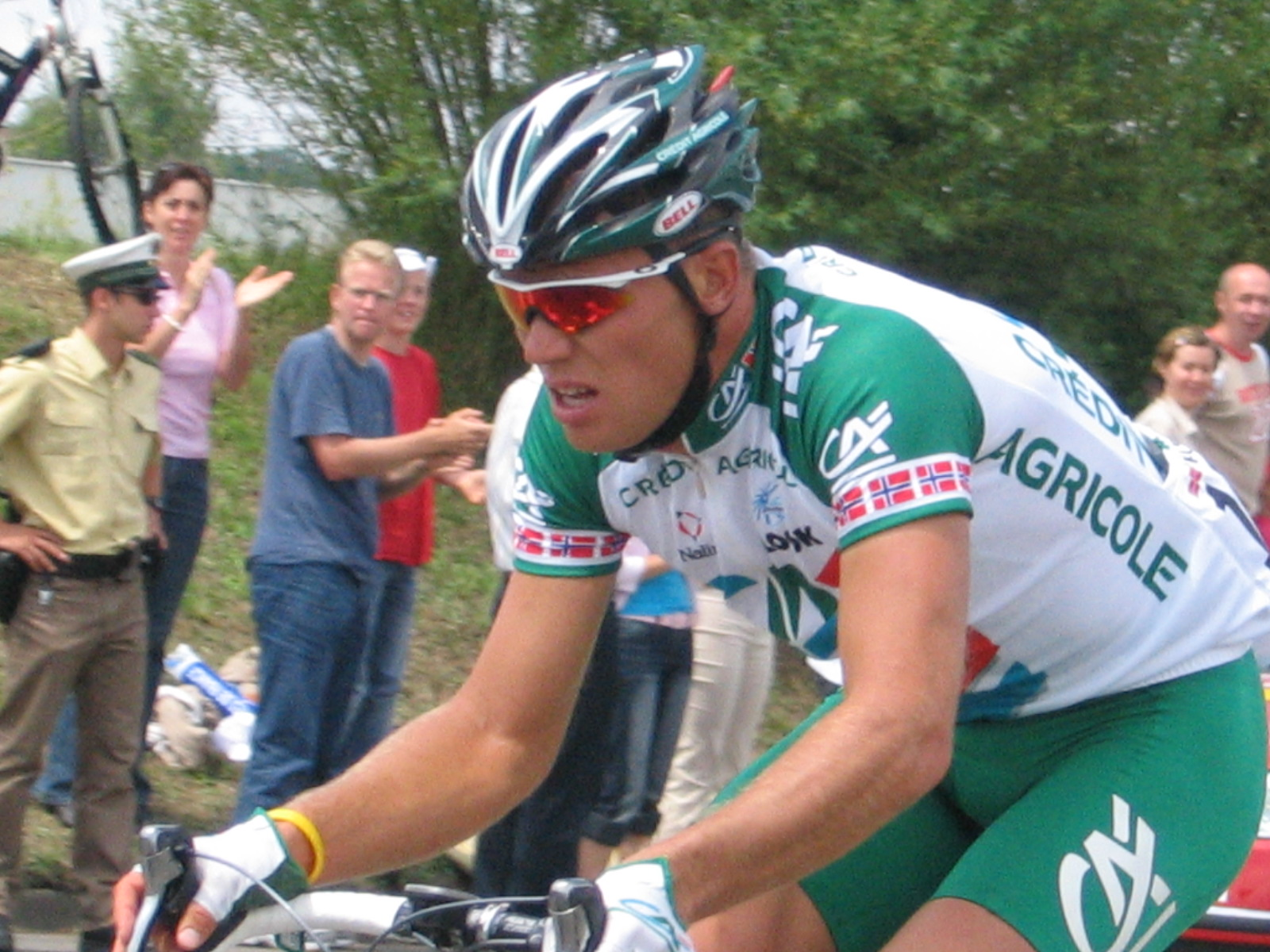
Thor Hushovd

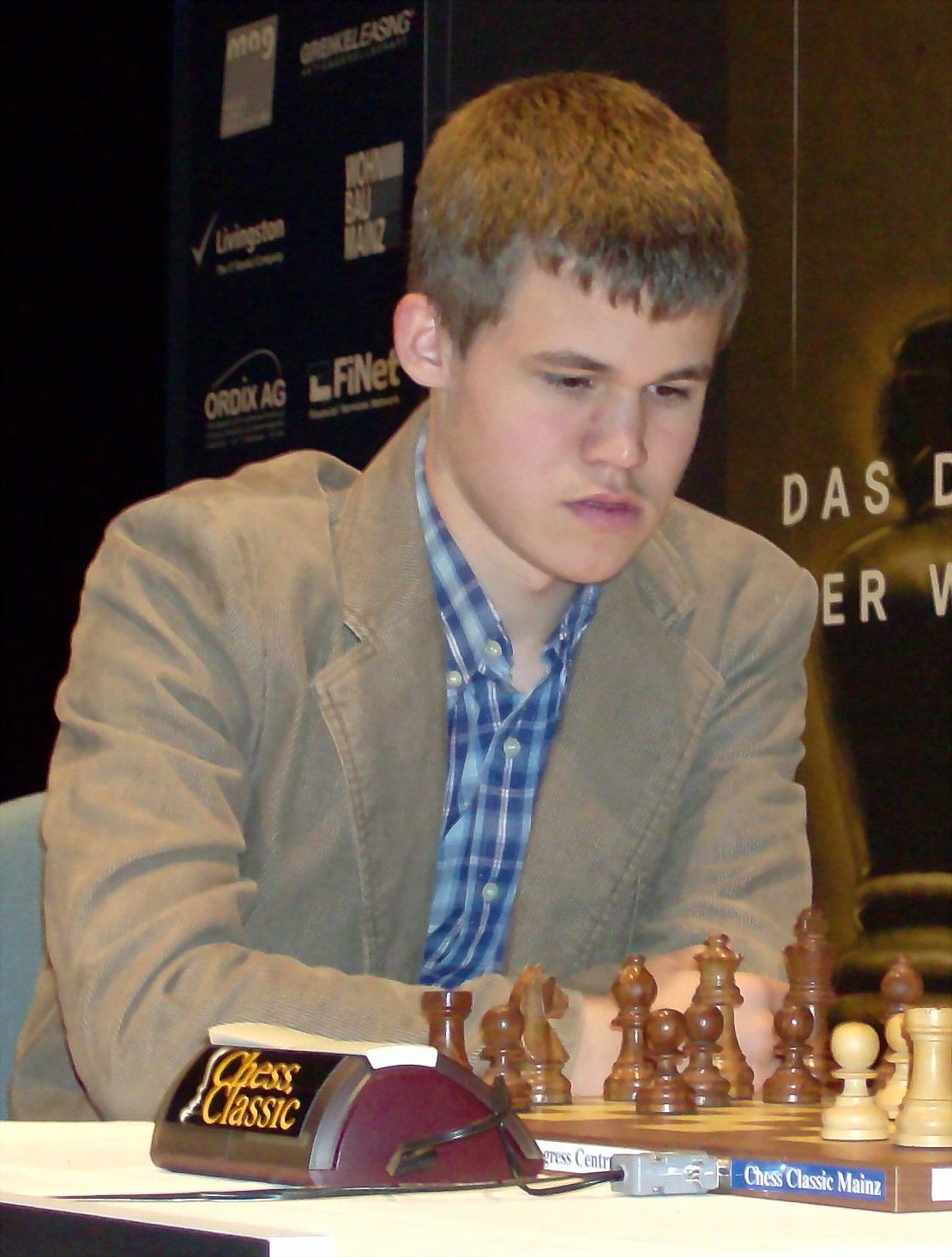
Magnus Carlsen

- 1997: Nils Arne Eggen - fotbollstränare
- 1998: Egil Olsen - fotbollstränare
- 1999: Einar Eikeland - räddningsman under Sleipnerolyckan
- 2000: Kadra Yusuf - människorättsaktivist
- 2001: Arne Rinnan - sjökapten
- 2002: Robert Stoltenberg - komiker
- 2003: Petter Solberg - rallyförare
- 2004: Stein Magne Lian - flygkapten
- 2005: Heia Tufte - fotbollslag
- 2006: Jan Egeland - politiker och diplomat
- 2007: Tor Arne Lau-Henriksen - soldat
- 2008: Marit Breivik - handbollstränare
- 2009: Magnus Carlsen - schackspelare
- 2010: Thor Hushovd - cyklist
- 2011: De frivilliga hjälparbetarna i Utøya
- 2012: Geir Lippestad – advokat
- 2013: Magnus Carlsen – värdsmästare i schack
- 2014: Mads Gilbert – läkare
- 2015: Robin Schaefer – polis
- 2016: Räddningspersonal i Medelhavet
- 2017: Harald V av Norge
- 2018: Else Kåss Furuseth – komiker
- 2019: Christine Koht
- 2020: Espen Rostrup Nakstad – läkare
- 2021: Räddningspersonal i Gjerdrum
- 2022: Lise Klaveness